# Sonebmiyu
Sonebmiyu fue un faraón de la dinastía XIII de Egipto, que gobernó c. 1602-1600 a. C. (Detlef Franke).
Parte de su nombre, ...enra, está inscrito en el Canon Real de Turín, en el registro VII, 17, pero el fragmento de papiro donde figuraba la duración de su reinado se perdió. Está precedido por el nombre Se...kara. 
Varios egiptólogos estiman que se trata del gobernante llamado Suahenra Sonebmiyu.
Los últimos mandatarios de la dinastía XIII sólo gobernaron en las regiones próximas a Tebas, en el Alto Egipto. 
En esta época, los reyes denominados comúnmente hicsos, pertenecientes a la dinastía XV, habían conquistado Menfis y dominaban el Bajo Egipto, haciendo tributarios a los habitantes de casi todo Egipto. 

## Testimonios de su época
Se ha encontrado inscrito su nombre en:
- Un fragmento de estela en Gebelein, como el nombre de Sa-Ra de Senebmiu.
- Varios objetos provenientes de Gebelein y Deir el-Bahari.
- Un fragmento de tabernáculo procedente del templo funerario de Mentuhotep II
- Figura en la Lista de la Sala de Antecesores de Karnak.
- En la tumba del familiar del rey Senebni.
- En un fragmento de una pequeña naos de Tebas, con las propiedades y el nombre trono.
- Se estima que es el gobernante mencionado en el Canon Real de Turín como "...enra".

## Titulatura
| Titulatura | Jeroglífico | Transliteración (transcripción) - traducción - (referencias) |

| N5 | HASH | Y1 · N35 |

| N5 | HASH | Y1 · N35 |

| N5 | HASH | Y1 · N35 |

| N5 | HASH | Y1 · N35 |

| N5 | HASH | Y1 · N35 |

| N5 | HASH | Y1 · N35 |

| N5 | HASH | Y1 · N35 |

| N5 | HASH | Y1 · N35 |

| N5 | HASH | Y1 · N35 |

| N5 | HASH | Y1 · N35 |

| N5 | HASH | Y1 · N35 |

| N5 | HASH | Y1 · N35 |

| N5 | HASH | Y1 · N35 |

| N5 | HASH | Y1 · N35 |

| N5 | HASH | Y1 · N35 |

| N5 | HASH | Y1 · N35 |

| N5 | S29 | V29 | Y1 · N35 |

| N5 | S29 | V29 | Y1 · N35 |

| N5 | S29 | V29 | Y1 · N35 |

| N5 | S29 | V29 | Y1 · N35 |

| N5 | S29 | V29 | Y1 · N35 |

| N5 | S29 | V29 | Y1 · N35 |

| N5 | S29 | V29 | Y1 · N35 |

| N5 | S29 | V29 | Y1 · N35 |

| N5 | S29 | V29 | Y1 · N35 |

| N5 | S29 | V29 | Y1 · N35 |

| N5 | S29 | V29 | Y1 · N35 |

| N5 | S29 | V29 | Y1 · N35 |

| N5 | S29 | V29 | Y1 · N35 |

| N5 | S29 | V29 | Y1 · N35 |

| N5 | S29 | V29 | Y1 · N35 |

| N5 | S29 | V29 | Y1 · N35 |

| S29 | N35 | D58 | W19 | D54 | G43 |

| S29 | N35 | D58 | W19 | D54 | G43 |

| S29 | N35 | D58 | W19 | D54 | G43 |

| S29 | N35 | D58 | W19 | D54 | G43 |

| S29 | N35 | D58 | W19 | D54 | G43 |

| S29 | N35 | D58 | W19 | D54 | G43 |

| S29 | N35 | D58 | W19 | D54 | G43 |

| S29 | N35 | D58 | W19 | D54 | G43 |

| S29 | N35 | D58 | W19 | D54 | G43 |

| S29 | N35 | D58 | W19 | D54 | G43 |

| S29 | N35 | D58 | W19 | D54 | G43 |

| S29 | N35 | D58 | W19 | D54 | G43 |

| S29 | N35 | D58 | W19 | D54 | G43 |

| S29 | N35 | D58 | W19 | D54 | G43 |

| S29 | N35 | D58 | W19 | D54 | G43 |

| S29 | N35 | D58 | W19 | D54 | G43 |